# Roberto Carlos Leyva
Roberto Carlos Leyva (* 27. Oktober 1979 in Puerto Peñasco, Mexiko) ist ein ehemaliger mexikanischer Boxer im Strohgewicht. 

## Profikarriere
Im Jahre 1998 begann er erfolgreich seine Profikarriere. Am 29. April 2001 boxte er gegen Daniel Reyes um den Weltmeistertitel des Verbandes IBF und gewann nach Punkten. Diesen Gürtel verlor er allerdings bereits in seiner zweiten Titelverteidigung im August des darauf folgenden Jahres an Miguel Barrera.
Im Jahre 2011 beendete er seine Karriere.